# Mina Assadi
Mina Assadi (en persa: مینا اسدی), (12 de marzo de 1943, Sari, Irán) es una poeta y escritora iraní exiliada en Estocolmo, Suecia. Es conocida por escribir acerca de temas controvertidos y provocadores, sobre todo cuando describe la lucha contra el sistema político iraní. 

## Inicios
Escribió su primer libro, una colección de poemas llamado "El regalo de Mina" (Armaghân-e Minâ), a la edad de 18 años. A partir de entonces trabajó como periodista para varias revistas conocidas de Irán, como el diario Keyhan. Ha escrito 14 libros en total, el libro "¿Quién tira piedras" (Che kasi sang miandâzad) atrajo mayor atención.

## Canciones escritas
Mina Assadi también ha escrito canciones para cantantes iraníes como Ebi ("Hala"), Dariush ("Zendegi Basie Jek" y "javoon Ahay"), Hayedeh ("Onkeh jek rosi barajeh cuerpos khoda hombre"), Giti ("Oje Parvaz"), Ramesh ("Para aftabi, a Baroni") y Nooshafarin ("Koh que ghavei") por nombrar algunos. En el año de 1996 ganó el Hellman / Hammett de subvención de la Human Rights Watch+ de Nueva York, EE. UU. Ha sido comparado con poetas persas Forugh Farrojzad, Simin Behbahani (que también es un Hellman / Hammet ganador de subvención) y E'tesami Parvin y poetas suecos Karl Vennberg y Södergran Edith.

## Problemas con "Pimps"
En 2007 escribió el poema titulado «Chulos» (جاکشا, Yâkeshâ), que causó gran controversia por su vulgaridad. El poema es de los que viven en Irán y en el exilio que han olvidado la lucha.